# 神奈川県立横須賀高等学校
神奈川県立横須賀高等学校（かながわけんりつ よこすかこうとうがっこう）は、神奈川県横須賀市公郷町三丁目にある県立高等学校。

## 概観
「自主自律」と「文武両道」を掲げる。制服は指定されていないが、男子は詰襟の学生服、女子はブレザーが標準服とされている。
最盛期には30を数えた全日制の学級数は少子化により21まで減少した。1960年代までは、定員に占める男子比率が常に8割を超えていた。
都立日比谷高校と並び、ノーベル賞受賞者（小柴昌俊）、五輪金メダリスト（猪熊功）、内閣総理大臣（小泉純一郎）を揃って輩出した名門校である。

### 地理
三浦半島中央部、平作川流域の平野部に立地する。山が迫る北側を除いて周囲は市街地となっており、住宅が密集している。運動場は北側の山腹にあり、平地にある校舎などとは高低差がある。最寄駅は横須賀線（JR東日本）の衣笠駅から徒歩約12分、または京急久里浜線の北久里浜駅から徒歩約25分。

## 沿革
（沿革節の主要な出典は公式サイト）
1908年 県下4番目の県立中学校、神奈川県立第四中学校として開校。
現在の横須賀市域では、横須賀町豊島町組合立横須賀高等女学校（現：県立横須賀大津高校）に次ぎ2番目の、男子校としては初の旧制中等教育学校であった。初代校長は吉田松陰の甥である吉田庫三。
設立当初は規律正しく厳格な校風であったという。その後1913年に神奈川県立横須賀中学校、1948年には学制改革により現在の名称となる。

### 年表
- 1907年（明治40年）8月7日 - 神奈川県立第四中学校の設立認可
- 1908年（明治41年）6月20日 - 開校式を行う。以後6月20日を創立記念日に制定
- 1913年（大正2年）3月11日 - 神奈川県立横須賀中学校に改称
- 1938年（昭和13年）4月1日 - 神奈川県立横須賀明徳中学校設置
- 1943年（昭和18年）4月1日 - 学制改革により明徳中学校廃止、横須賀中学校夜間部として併設
- 1948年（昭和23年）4月1日 - 学制改革により神奈川県立横須賀高等学校に改称
- 1950年（昭和25年）4月1日 - 男子校から男女共学校に移行
- 1957年（昭和32年）10月10日 - 新運動場完成
- 1959年（昭和34年）3月28日 - 旧運動場跡地に校舎新築開始、A棟西側が落成
- 1976年（昭和51年）2月6日 - D棟が落成し、現在の校舎4棟全てが完成
- 1989年（平成元年）11月9日 - 現体育館落成
- 1994年（平成6年）7月5日 - セミナーハウス「記恩館」落成
- 2002年（平成14年）4月1日 - スーパーサイエンスハイスクール (SSH) 協力校に指定される
- 2008年（平成20年）10月25日 - 創立100周年記念式典を開催
- 2016年 （平成28年）4月1日 - スーパーサイエンスハイスクール（SSH）に指定される

## 全日制

### 教育課程
学年制を採用しており、生徒は3年間同じ学級で過ごす。クラス分けは入学時に選択する芸術科目（音楽・美術・書道のうち一科目）に基づいて行われる。
2018年より学力向上進学重点校エントリー校に指定された。

#### SSH
2016年からは文部科学省からSSHの指定を受け、学校設定科目のPrincipia（プリンキピア）を設定している。

#### 横高アカデミア
総合研究大学院大学や横浜国立大学との教育事業連携協定を結び、高大連携の一環で「横高アカデミア」というキャリア教育プログラムを実施している。横須賀高校独自の試みとして、2010年度より開始。理系講座においては横浜国立大学理工学部、法文系講座においては慶應義塾大学や立教大学など首都圏大学の教授を講師として招聘し行われる。本講座は、大学受験の先を見据えた知の探求を目的としている。

#### 入学試験
2004年度入試までは横須賀三浦学区に所属していたが、現在公立高校の学区は撤廃されている。
2016年度の入試からは特色検査が実施されている。

### 学校行事

#### 学園祭
例年9月下旬に体育祭・文化祭がそれぞれ隔年で開催されている。
体育祭
各学年をクラス毎に色分けし、競技・応援・デコレーションの各分野と総合得点が競われる。
文化祭
2日間に亘って開催され、一般にも公開されている。文化部による展示や発表も行われる。伝統的に定時制の生徒が模擬店を出店しており、全日制生徒との数少ない交流の場でもある。

#### 一般行事
校内大会
2日間にわたる、全校のクラス対抗で行われる団体競技大会。男女別にサッカー・バレーボール・卓球のトーナメント戦と男女混成の大縄跳びの計4種目が行われており、各種目の成績を点数に換算し総合点が競われる。
陸上記録会
例年6月に不入斗競技場にて行われる。距離走・投擲・跳躍の各学年ごとにクラス別の総合得点が競われる。
研修旅行
2017年度に修学旅行から名称が変更された。例年は2年次の5月末に3泊4日の日程で北海道で実施。:2024年度は沖縄、2025年度は長崎と研修地が年度ごとに異なる。

### 部活動

#### 一覧
運動部
- 空手道
- 弓道
- 剣道
- サッカー
- 水泳
- ソフトボール
- 体操
- 卓球
- 硬式テニス
- 軟式テニス
- バスケットボール（男・女）
- バドミントン
- バレーボール（男・女）
- 硬式野球
- ラグビーフットボール
- 陸上競技
- 筋肉同好会

文化部
- 英語
- 演劇
- 音楽
- 科学(化学、情報、生物)
- クイズ研究
- 軽音楽
- 光画
- 茶道
- 室内楽
- 書道
- 新聞
- 吹奏楽
- ダンス
- 美術
- 放送
- 漫画研究
- eスポーツ同好会

#### 主な戦績
- 1961年 音楽部が全国唱歌ラジオコンクール（現NHK全国学校音楽コンクール）高等学校の部で全国3位を獲得。
- 1963年 音楽部がNHK全国学校音楽コンクール（前年に名称変更）高等学校の部で全国優勝。
- 1964年 陸上競技部がインターハイ男子総合優勝。
- 1974年 将棋部が女子団体戦で全国優勝。
- 2003年 ラグビー部が関東大会ブロック優勝。
- 2007年 放送部が高校生平和祈念コンクールにて全国優勝。
- 2014年 クイズ研究部が第34回全国高等学校クイズ選手権にて全国準優勝。
- 2021年 科学部が第55回全国野生生物保護活動発表大会において奨励賞

## 定時制
4年制がベースであるが3年でも卒業可能である。県立横浜修悠館高校と連携し修悠館高校の20単位を横須賀高校にて修得できるシステムである、「定通併修システム」を採用しており、3年で約半分の生徒が卒業していく。
教室は全日制と共用である（職員室・学習室・保健室の定時制のみ使用の独立教室がある）。全日制の放課後に45分×4時限の授業を行う。
定通併修授業は通信制と定時制教育を融合させた教育システムであり、16:25-17:20の0校時に開講している。0校時の定通併修授業は通信制の授業システムで行われる。
学生食堂（共用）を使用して給食も提供される。部活動は文化部・運動部共に少人数であるが活発に活動している。

## 施設

### 校舎
A棟 - 3階建て
正面玄関が設置されており、職員室・事務室・保健室等の特別教室と3年生の教室がある。
B棟 - 3階建て
昇降口があり、校舎内の大部分は1・2年生の教室となっている。
C棟 - 2階建て
理科系の各種実験室と文化部の部室がいくつか設けられているほか、定時制の昇降口や体育館への連絡通路がある。
D棟 - 5階建て
図書館や学生食堂のほか、音楽室・書道室・視聴覚室等の特別教室が集まっている。

### その他施設

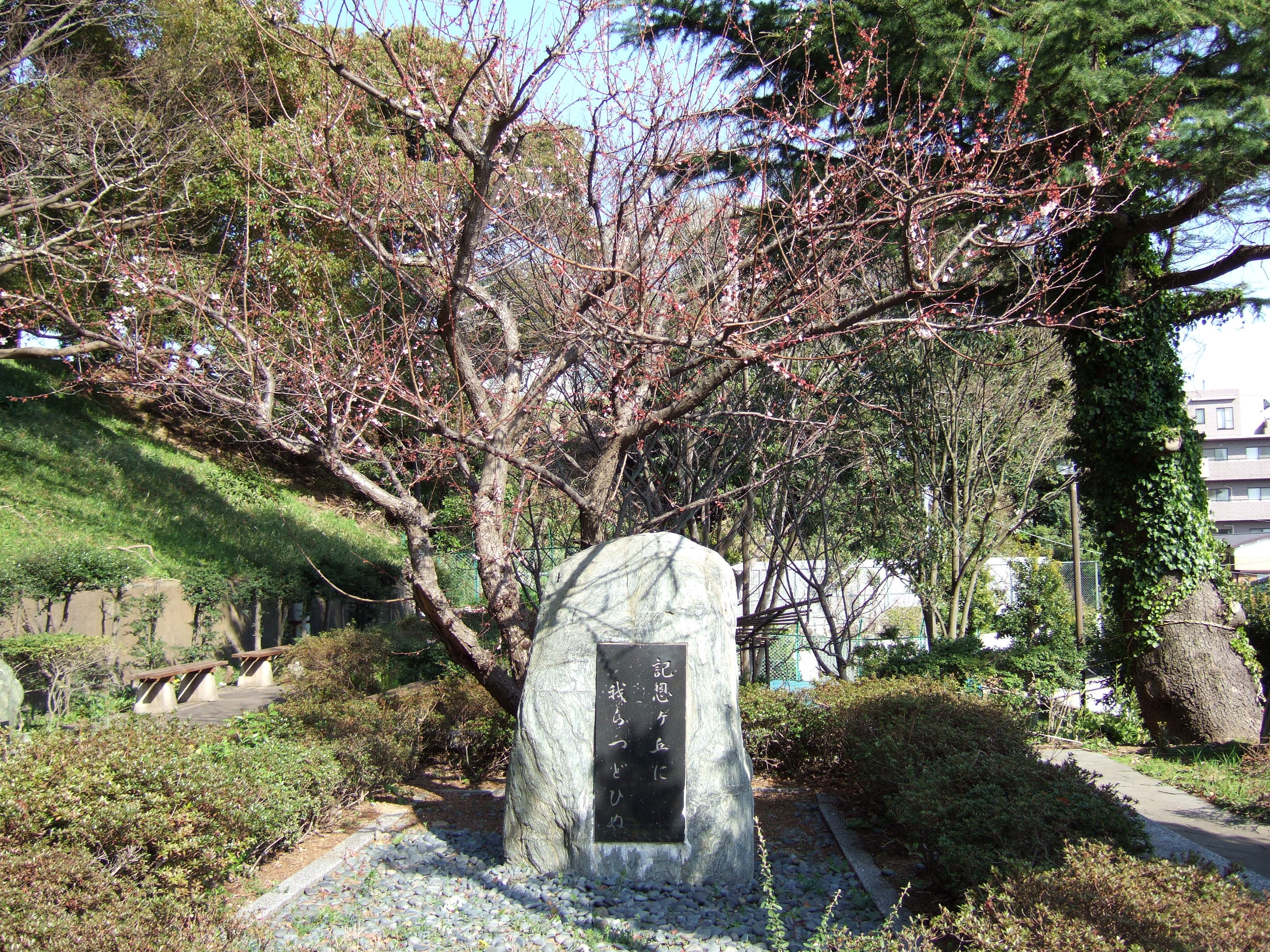
校舎の北側に位置する記恩が丘

記恩館（セミナーハウス）
1階にホールやシャワールーム、1階2階あわせて6つの和室があり、講演会や運動部の合宿などに利用されている。
体育館
1階には武道場とウエイトルームがあるほか中央部がピロティー状の空間となっており、本来の体育館としての機能を持つのは2階となっている。そのほか運動部の部室が付随する。また3階には放送室と第2体育館（卓球場として利用）がある。
弓道場
運動場へと向かう坂の途中に設置されている。
運動場
南側に1周250mのトラックと100mの直線コース、北側に球技場、そしてその奥に硬式テニスコートを備える。
プール
長さ25m の短水路を7コース備える。当時県立校で最も古いとされた校舎の防火用として建設され、給水には旧日本軍の水道が用いられた。日本水泳連盟公認プールとしては市内初、県下でも3番目のものとなっている。
中庭
A棟とB棟の間にあり、池を設けその周りに草木を配した日本庭園風の造りとなっている。

## 同窓会
同窓会の名称は全日制が「朋友会」、定時制・旧明徳中では「明友会」となっている。前身である横須賀中学校の卒業生を含め、朋友会は現在2万人を超える会員を擁する。

## 著名な出身者

### 政治・行政
- 浅羽義里 （元神奈川県副知事、神奈川県住宅供給公社理事長）
- 荒尾興功  (陸軍大佐)
- 荒川堯一 （元海上自衛隊海将、第37代横須賀地方総監）
- 伊東孝一 （陸軍大尉）
- 伊藤美紗（航空自衛官）
- 大橋勝夫 （海軍大佐）
- 鍜治雅和 （元海上自衛隊海将、第20代潜水艦隊司令官）
- 鹿目善輔 （海軍少将）
- 上地克明 （横須賀市長）
- 木島則夫 （元参議院議員、NHKアナウンサー）
- 小泉純一郎 （元衆議院議員、第87・88・89代内閣総理大臣）
- 齋藤隆 （自衛隊第2代統合幕僚長）
- 左近允尚敏 （元海上自衛隊海将、平和・安全保障研究所研究委員会顧問）
- 鈴木茂樹 （元総務事務次官）
- 鈴木昭久（元運輸安全委員会事務局長）
- 田川亮三 （元三重県知事）
- 徳丸伸一 （元海上自衛隊海将補）
- 西岡淳 （元ジブチ大使、帝京大学経済学部教授）
- 平井竜一 （元逗子市長）
- 平間洋一 （元海上自衛隊海将補、歴史学者）
- 北郷格郎 （陸軍大佐）
- 増本一彦 （元衆議院議員、弁護士）
- 横尾俊成 （東京都港区議会議員、NPO法人グリーンバード代表）
- 横山保 （海軍中佐、元航空自衛隊空将補）
- 吉田雄人 （元横須賀市長）
- 和智恒蔵  (海軍大佐、天台宗僧侶)

### 経済・経営
- 愛甲次郎（クウェート大使、ソニー専務取締役）
- 池田憲人 （ゆうちょ銀行社長、元足利銀行頭取）
- 今村司（読売ジャイアンツ代表取締役社長）
- 上野和典 （バンダイ代表取締役社長）
- 小野淳（農業、起業家、NPO法人くにたち農園の会理事長、株式会社農天気代表取締役農夫）
- 加藤史子（起業家、WAmazing（ワメイジング）代表取締役）
- 重松理 （ユナイテッドアローズ社長）
- 高嶋達佳（電通代表取締役会長）
- 永塚誠一（三菱ふそうトラック・バス代表取締役会長、日本自動車工業会副会長、経済産業省商務情報政策局長）
- 西田通弘 （本田技研工業顧問・元副社長、自動車殿堂入り）
- 原田一之（京浜急行電鉄代表取締役会長、日本民営鉄道協会会長、日本観光振興協会副会長）
- 廣川裕司 （セキュアワークス株式会社代表取締役社長、元レッドハット株式会社代表取締役社長）
- 水留浩一（あきんどスシロー代表取締役社長CEO、元日本航空副社長、元ワールド専務取締役）実業家、経営コンサルタント
- 山田藤男（元カルピス代表取締役社長）
- 和地孝（元テルモ代表取締役会長兼CEO）

### 学術・研究
- 赤星隆幸 （三井記念病院眼科部長）
- 赤星直忠 （考古学者）
- 浅羽通明 （評論家）
- 阿部薫 （国立がんセンター名誉総長）
- 池田健三郎 （経済評論家、関西学院大学大学院客員教授）
- 潮木守一 （社会教育学者）
- 大川一司 （経済学者、文化功労者、一橋大学名誉教授）
- 大澤裕（刑事訴訟法学者、東京大学大学院教授）
- 大竹尚登 (ナノ工学者、東京工業大学教授、日本機械学会副会長)
- 大村纂（気象学者、チューリッヒ工科大学名誉教授）
- 岡本三夫（政治学者、平和研究）
- 小川清彦 （教育学者）
- 勝田孝興 (文学者、アイルランド文学研究)
- 門倉貴史 （経済評論家）
- 小柴昌俊 （物理学者、ノーベル物理学賞受賞者）
- 新藤宗幸 （政治学者）
- 末舛恵一 （国立がんセンター名誉総長）
- 周藤芳幸 （名古屋大学大学院文学研究科教授）
- 田中浩司（防衛大学校教授、アメリカ文学者、翻訳家）
- トーマス野口 （元ロスアンゼルス検死局局長、元南カリフォルニア大学医学部教授）
- 野口潤次郎（数学者、東京大学大学院教授）
- 林忠行（政治学者、元北海道大学副学長）
- 真壁昭夫（エコノミスト、法政大学教授、みずほ総合研究所主席研究員）
- 牧野雅彦 （政治学者）
- 増田弘　(歴史学者、東洋英和女学院大学大学院教授)
- 村瀬敏郎  (第14代日本医師会会長)
- 山下学 （税法学者）
- 山本誠（工学者、元東京理科大学副学長）
- 若杉明（会計学者）

### 文化・芸術・芸能
- オザワ部長（吹奏楽作家）
- 押田岳 （俳優）
- クニトシロウ （漫画家）
- 窪塚俊介 （俳優）
- 窪塚洋介 （俳優）
- 小林洋平（作曲家、サクソフォーン奏者）
- 斉藤直樹（ダンサー、俳優）
- 佐藤浩平 （建築家）
- 三笑亭小夢 （落語家）
- 島田修二 （歌人）
- 島田章三 （洋画家、愛知県立芸術大学学長）
- 清水高師 （ヴァイオリン奏者）
- 仁賀克雄 （作家、評論家）
- 鈴木英人 （イラストレーター・デザイナー）
- 砂本量 （脚本家、映画監督）
- 辻裕之 （映画監督）
- 東雅夫 （文芸評論家）
- 藤本敦夫 （ミュージシャン）
- 星野由美子 （イラストレーター・漫画家）
- 宮崎なぎさ （アニメーター・キャラクターデザイナー）
- 宮武一貴 （メカニックデザイナー・イラストレーター）
- 矢城潤一 （映画監督、脚本家）
- 矢野義明 （作曲家）
- 山際淳司 （作家）
- 山口雅也 [推理作家）
- 結城崇史 （映画・テレビプロデューサー）
- RUEED （ミュージシャン）
- yOU（河﨑夕子）（フォトグラファー)
- 八村倫太郎 （ダンスボーカルグループ、WATWING）

### マスメディア
- 宇内梨沙 （元TBSアナウンサー）
- 石井英夫 （コラムニスト）
- 伊藤邦男（元テレビ朝日会長）
- 門脇利枝 （TBS記者）
- 近藤雄介 （元フジテレビアナウンサー）
- 高嶋ひでたけ （元ニッポン放送アナウンサー）
- 冨田憲子 （フジテレビ元アナウンサーで現在同局報道局）
- 牧野慎二 （北陸朝日放送アナウンサー）
- 三上大樹 （テレビ朝日アナウンサー）
- 牟田口義郎　(ジャーナリスト、元朝日新聞記者)
- 森田浩康 （tvkアナウンサー）
- 山ノ井友司 （元横浜エフエム放送アナウンサー）
- 横山太一 （朝日放送テレビアナウンサー）
- 吉松欣史 （NHKアナウンサー）
- 吉村秀實 （元NHK解説委員・吉村公三郎の長男）

### スポーツ
- 猪熊功 （柔道家、1964年東京オリンピック金メダリスト）
- 坂下博之 （元サッカー日本代表）
- 寺田周平 （元サッカー日本代表：元川崎フロンターレ ディフェンダー）
- 池上真介（元ラグビー選手:リコーブラックラムズ）
- 臼井陽亮（ラグビー選手:NECグリーンロケッツ）

### その他
- 木村良二（弁護士、日本弁護士連合会副会長、関東弁護士会連合会理事長）
- 坂本堤 （弁護士）
- 内藤知周（社会運動家）